# Sukkulentenkaroo

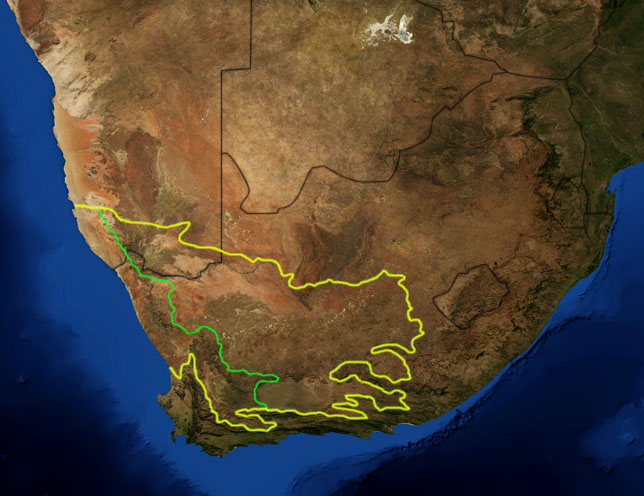
Gelb abgegrenzt die Karoo; links der grünen Linie liegt die Sukkulentenkaroo

Die Sukkulentenkaroo (englisch Succulent Karoo) ist ein biogeographisches Gebiet beziehungsweise Biom im westlichen Südafrika und südwestlichen Namibia. Sie ist nach den dort häufig vorkommenden Sukkulenten benannt und beherbergt zahlreiche endemische Arten. Das Gebiet gilt als Biodiversitäts-Hotspot.

## Geographie
Die Sukkulentenkaroo, ein Teil der Karoo, erstreckt sich von der Südwestküste Namibias über Teile der südafrikanischen Provinz Nordkap südostwärts bis in das Hochland der Provinz Westkap. Sie ist rund 110.000 Quadratkilometer, nach anderen Angaben 83.000 Quadratkilometer groß. Sie wird unterteilt in die westliche Namaqualand-Namib Domain und die östliche Southern Karoo Domain. Während das Gebiet im Westen weniger als 800 Meter über dem Meeresspiegel liegt, steigt es im Osten am West- und Südrand der Großen Randstufe auf 1500 Meter an.
Zur Sukkulentenkaroo gehören das Namaqualand und die Knersvlakte in Südafrika, der grenzüberschreitende ǀAi-ǀAis Richtersveld Transfrontier Park sowie der Tsau-ǁKhaeb-(Sperrgebiet)-Nationalpark in Namibia. Im Norden wird das Gebiet durch die Namib-Wüste begrenzt, im Osten durch die Nama-Karoo und im Süden durch das Fynbos-Gebiet mit mediterranem Klima, das das Florenreich Kapensis bildet.
Der spärliche Regen fällt vorwiegend im Winter. Im Westen des Gebiets liegt die jährliche Niederschlagsmenge bei unter 150 mm, nach Osten hin höher. Im Westen sind die Wintertemperaturen meist mild; dort gibt es anders als im Ostteil kaum Frost. In Meeresnähe tritt häufig Nebel auf. Im Sommer werden über 40 °C erreicht.

## Flora und Fauna

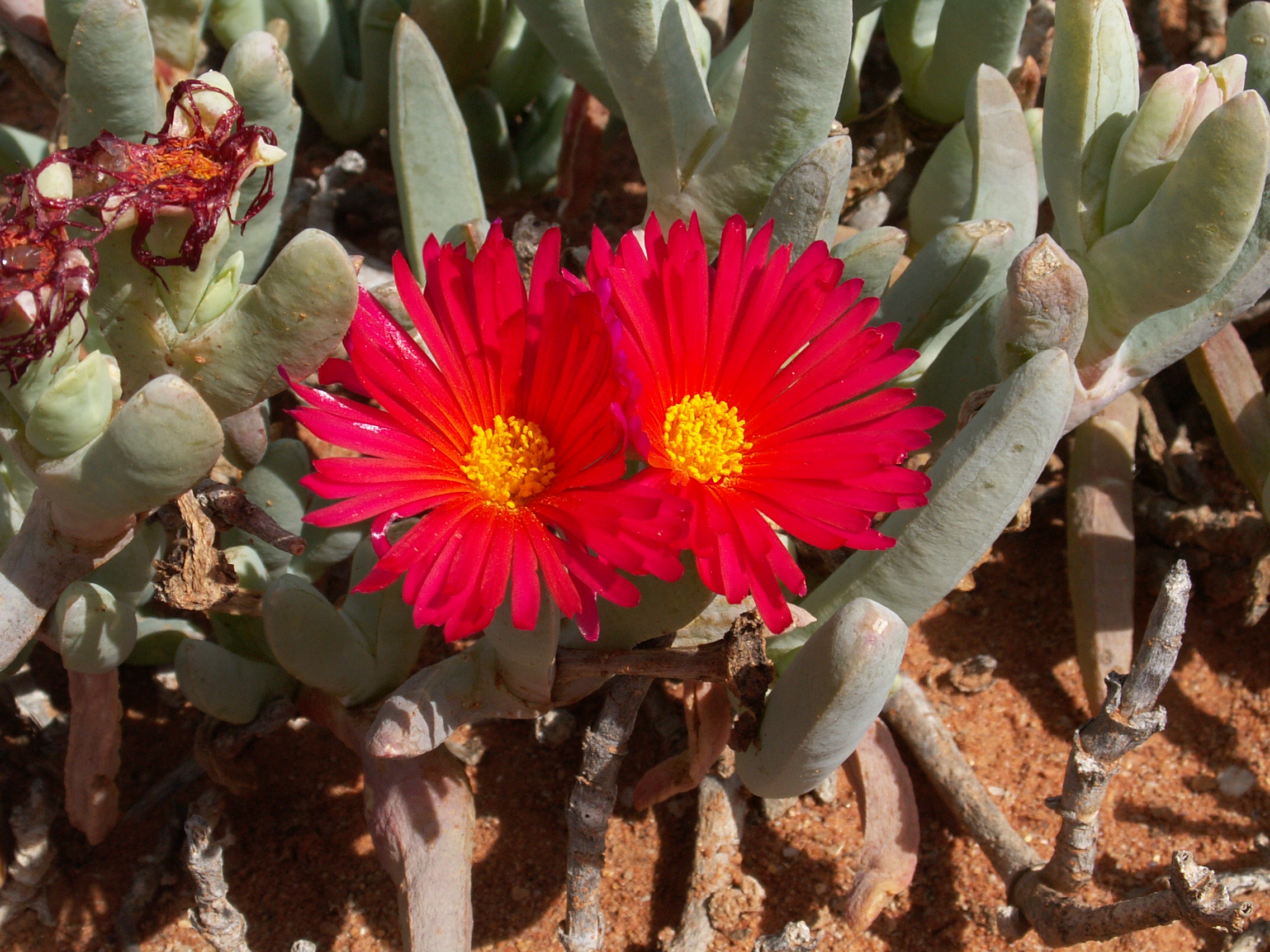
Sukkulente in der Knersvlakte

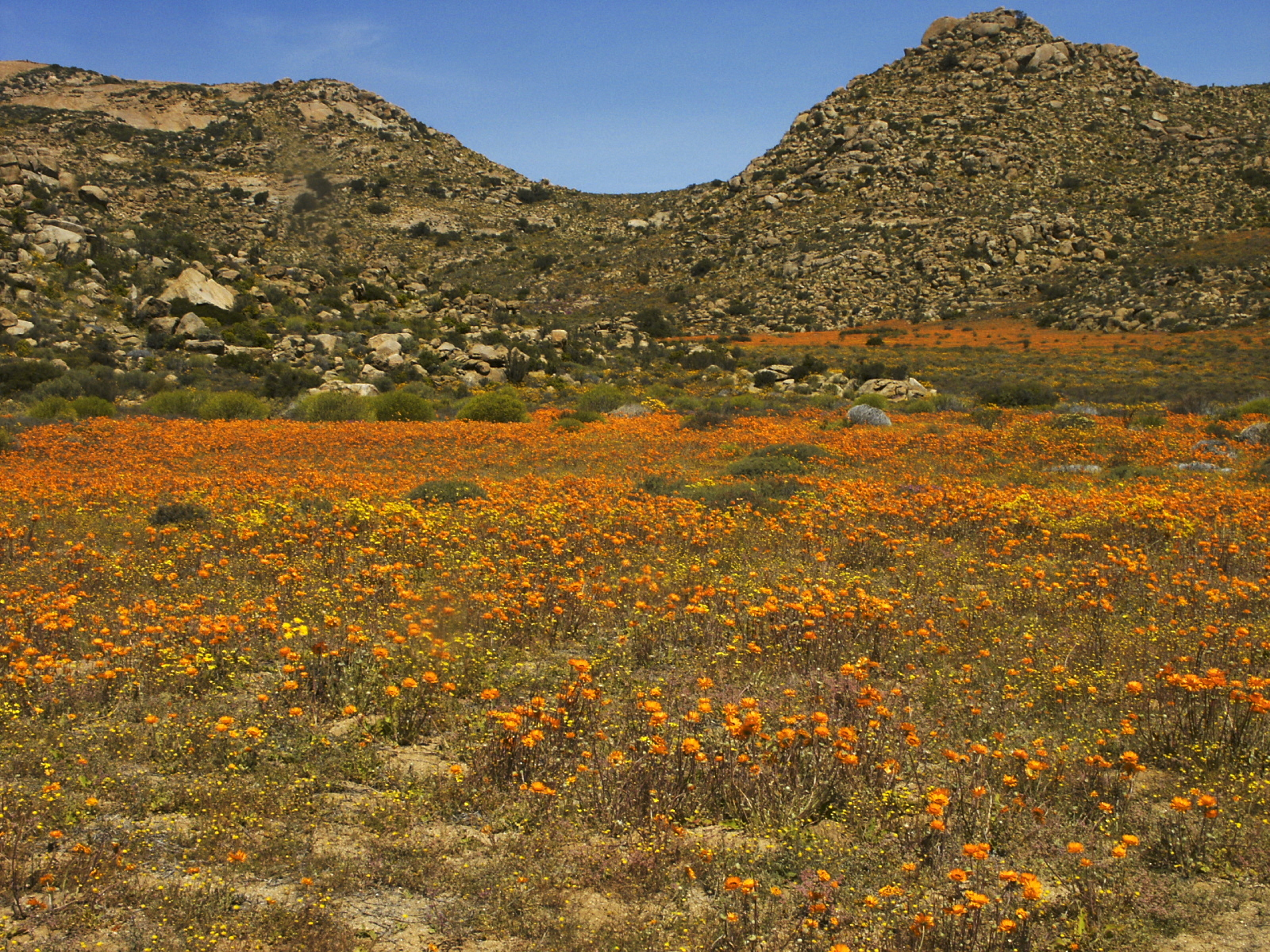
Blütezeit im Namaqualand

Wegen der geringen Sommerniederschläge können nur spezialisierte Lebewesen dort existieren. Die Sukkulentenkaroo gehört zu den Gebieten mit der reichhaltigsten Flora weltweit. Mehr als 5000 Arten höherer Pflanzen leben hier, davon sind rund 40 % endemisch. Etwa ein Drittel der rund 10.000 weltweit vorkommenden Sukkulentenarten wächst hier. Etwa 630 Arten von Geophyten gibt es. 851 der Pflanzenarten, darunter 685 Endemiten, stehen auf der Roten Liste. Im Frühling kommt es etwa im Namaqualand zu einer massenhaften Blüte. Bäume und Gräser sind in der Sukkulentenkaroo eher selten. Zu den wenigen invasiven Arten gehört Acacia cyclops an der Küste im Süden des Gebiets.
Zu den endemischen Tierarten gehören unter anderem 22 von 50 dort vorkommenden Skorpion-Arten, verschiedene Monkey beetles (Hopliini), Melittidae und zahlreiche Reptilien-Arten. Vögel und Säugetiere kommen auch vor, Endemiten sind in diesen Klassen aber seltener.

## Ökologie
Die Organisation Conservation International erklärte die Sukkulentenkaroo zum Biodiversitäts-Hotspot (etwa „Brennpunkt der Artenvielfalt“). Sie ist der weltweit einzige Biodiversitäts-Hotspot in einem aridem Gebiet.
Zum Erhalt der Flora und Fauna wurde etwa 2001 das staatenübergreifende Succulent Karoo Ecosystem Programme (SKEP) initiiert. Seit Oktober 2016 steht die Sukkulentenkaroo auf der Tentativliste Namibias als Welterbe. Nur ein geringer Teil des Gebiets steht unter Schutz. Gefahren drohen der Artenvielfalt durch Überweidung und Bergbau.